# Тупковец
Тупковец (мађ. Turzóvölgy) је насељено место у општини Горњи Михаљевец, Међимурска жупанија, Хрватска.

## Историја
До територијалне реорганизације у Хрватској био је у саставу старе општине Чаковец.

## Становништво
У попису становништва из 2011. године, Тупковец је имао 88 становника.
| Број становника према пописима | Број становника према пописима | Број становника према пописима | Број становника према пописима | Број становника према пописима | Број становника према пописима | Број становника према пописима | Број становника према пописима | Број становника према пописима | Број становника према пописима | Број становника према пописима | Број становника према пописима | Број становника према пописима | Број становника према пописима | Број становника према пописима | Број становника према пописима |
| ------------------------------ | ------------------------------ | ------------------------------ | ------------------------------ | ------------------------------ | ------------------------------ | ------------------------------ | ------------------------------ | ------------------------------ | ------------------------------ | ------------------------------ | ------------------------------ | ------------------------------ | ------------------------------ | ------------------------------ | ------------------------------ |
| 1857                           | 1869                           | 1880                           | 1890                           | 1900                           | 1910                           | 1921                           | 1931                           | 1948                           | 1953                           | 1961                           | 1971                           | 1981                           | 1991                           | 2001                           | 2011                           |
| 64                             | 65                             | 88                             | 75                             | 0                              | 0                              | 102                            | 110                            | 147                            | 148                            | 143                            | 128                            | 119                            | 103                            | 93                             | 88                             |

Напомена: Године 1900. и 1910. подаци су садржани у насељу Мартинушевец.